# 高負板網蝽
高負板網蝽（学名：Cysteochila chiniana）为網蝽科負板網蝽屬下的一个种。